# Monte Cristo, Oaxaca
Monte Cristo är en ort i Mexiko.   Den ligger i kommunen Santa María Chilchotla och delstaten Oaxaca, i den sydöstra delen av landet, 280 km sydost om huvudstaden Mexico City. Monte Cristo ligger 1 134 meter över havet och antalet invånare är 124.
Terrängen runt Monte Cristo är bergig åt nordväst, men åt sydost är den kuperad. Runt Monte Cristo är det ganska tätbefolkat, med 139 invånare per kvadratkilometer. Närmaste större samhälle är Huautla de Jiménez, 19,2 km sydväst om Monte Cristo. I omgivningarna runt Monte Cristo växer i huvudsak städsegrön lövskog.